# Макнатт, Марша
Марша Кемпер Макнатт (также встречается Марсия Макнутт; англ. Marcia Kemper McNutt, р. 19 февраля 1952, Миннеаполис, США) — американский геофизик.
Член Национальной академии наук США (2005) и с 2016 года её президент (избрана по 2026), иностранный член Российской академии наук (2016), Лондонского королевского общества (2017), Китайской академии наук (2019).
Получила степень PhD в области геофизики в 1978 году. В 1988 стала лауреатом премии Macelwane — высшей награды в США для молодых учёных в области геофизики. В 2000—2002 годах президент Американского геофизического союза. С 2013 по 2016 год главный редактор журнала Science. С 2015 года главный редактор журнала Science Advances.
Награды и отличия
- Roger Revelle Lecture, Ocean Studies Board (2001)
- Support of Science Award, CSSP (2016)